# Harmen Gerbrandij
Harmen Martens (Harmen) Gerbrandij, ook wel Gerbrandy, (Sneek, 16 juli 1902 – aldaar, 18 november 1981) was een Friese veefokker en provinciaal bestuurder namens de Christelijk-Historische Unie, korte tijd lid van de Tweede Kamer der Staten-Generaal.
Harmen Gerbrandij was een zoon uit een tweeling van de veefokker Marten Gerbrandij en Geertje Visser. Na de lagere school ging hij aan de slag op het ouderlijk veebedrijf (1914-1925), waarna hij zelfstandig veefokker werd in Nijland (1925-1961). Hij zou later nog wel cursussen economie en staatsinrichting volgen. Hij trouwde in 1925 met Femmigje Piers Cnossen, met wie hij zes zonen en vier dochters zou krijgen. Vanaf 1929 was hij bestuurslid van een lokale kiesvereniging van de CHU.
Aan het eind van de Tweede Wereldoorlog werd Gerbrandij door het Militair Gezag benoemd tot gedeputeerde van Friesland, wat hij tot 1970 zou blijven. Als provinciaal bestuurder (hij typeerde zichzelf als boeren-gedeputeerde) was hij verantwoordelijk voor het bundelen van het versnipperde waterschaps- en polderbestuur en voerde hij op grote schaal ruilverkavelingen door. Ook was hij tussen 1953 en 1958 lid van het landelijk hoofdbestuur en dagelijks bestuur van de CHU.
In 1959 weigerde Gerbrandij een benoeming in de Tweede Kamer als opvolger van Michael Rudolph Hendrik Calmeyer die werd benoemd tot Staatssecretaris in het nieuwe Kabinet. In 1962/1963 was hij uiteindelijk wel nog acht maanden lid van de Tweede Kamer, waar hij nooit het woord heeft gevoerd.
Gerbrandij was tevens van 1945 tot 1962 voorzitter van de Nederlandse Christelijke Boeren- en Tuindersbond, voorzitter van de Nederlandse Vereniging voor Melkcontrole (1945-?) en van de Friese Zuivelvereniging. Vanaf 1951 was hij enige tijd lid van de Raad van Waterstaat, van 1952 tot 1963 was hij bestuurslid van het hoofdbestuur van het Landbouwschap. In 1956 werd Gerbrandij benoemd tot Ridder in de Orde van de Nederlandse Leeuw.